# Rebeca Politano Romanini
Rebeca Politano Romanini (1977) es una botánica brasileña.
En 2001, se formó por la Universidad de Mogi das Cruzes, en Ciencias Biológicas, poseyendo la maestría en el área de biodiversidad vegetal y ambiente en el Instituto de Botánica. Es especialista en sistemática vegetal, con énfasis en florística y sistemática de Orchidaceae.

## Trabajos
- 2006. Orchidaceae do Parque Estadual da Ilha do Cardoso, município de Cananéia, São Paulo, Brasil, Instituto de Botânica. Secretaria do Meio Ambiente, São Paulo, SP. Archivado el 14 de diciembre de 2014 en Wayback Machine.[4]

- 2003. Flora Fanerogâmica do Estado de São Paulo.  132 pp. ISBN 8575230174, ISBN 9788575230176

- Checklist das Spermatophyta do Estado de São Paulo, Brasil. Biota Neotropica.  Biota Neotropica 11: 316-337, 2011

- Construção de biblioteca genômica do baculovírus Anticarsia gemmatlalis nucelopolyhedrovírus (AgMNPV). Archivado el 14 de diciembre de 2014 en Wayback Machine.

## Honores

### Membresías
- de la Sociedad Botánica del Brasil[5]

## Premios
- 2006: Grado de distinción y alabanza - Disertación de Maestrado, Programa de PosGraduado en Biodiversidad Vegetal y Ambiente-Instituto de Botánica.
- 2003: Voto de Alabanza, Herbario "Irina D. Gemtchujnicov" BOTU.
- 2002: Premio Frederico Carlos Hoehne, Instituto de Botânica de São Paulo.

- La abreviatura «Romanini» se emplea para indicar a Rebeca Politano Romanini como autoridad en la descripción y clasificación científica de los vegetales.[6]

- Portal:Botánica. Contenido relacionado con Botánica.
- Portal:Biología. Contenido relacionado con Taxonomía.